# Nebrioporus crotchi
Nebrioporus crotchi là một loài bọ cánh cứng trong họ Bọ nước. Loài này được Preudhomme de Borre miêu tả khoa học năm 1870.